# Damián Waller
Damián Javier Waller Grosso (Nueva Helvecia, Uruguay; 9 de julio de 1997) es un futbolista uruguayo. Juega de centrocampista y su equipo actual es el Club Villa Dálmine de la Primera B (Argentina).

## Trayectoria
Waller pasó por las inferiores del Nacional de Nueva Helvecia, y en 2011 se incorporó a la cantera del Defensor Sporting. Debutó en el primer equipo del club el 22 de mayo de 2016 ante El Tanque Sisley.
Tras ser desvinculado del Defensor, en 2021 firmó en el CA Juventud de Las Piedras.
En mayo de 2023, el centrocampista fichó en el Deportivo Pereira de la Categoría Primera A de Colombia.

## Estadísticas
Actualizado al último partido disputado el 26 de junio de 2022.
| Club                           | Div.          | Temporada     | Liga  | Liga  | Copas nacionales | Copas nacionales | Copas internacionales | Copas internacionales | Total | Total |
| Club                           | Div.          | Temporada     | Part. | Goles | Part.            | Goles            | Part.                 | Goles                 | Part. | Goles |
| ------------------------------ | ------------- | ------------- | ----- | ----- | ---------------- | ---------------- | --------------------- | --------------------- | ----- | ----- |
| Defensor Sporting · Uruguay    | 1.ª           | 2015-16       | 1     | 0     | —                | —                | —                     | —                     | 1     | 0     |
| Defensor Sporting · Uruguay    | 1.ª           | 2016          | 1     | 0     | —                | —                | —                     | —                     | 1     | 0     |
| Defensor Sporting · Uruguay    | Total club    | Total club    | 2     | 0     | 0                | 0                | 0                     | 0                     | 2     | 0     |
| Villa Teresa · Uruguay         | 2.ª           | 2017          | 14    | 1     | —                | —                | —                     | —                     | 14    | 1     |
| Villa Teresa · Uruguay         | Total club    | Total club    | 14    | 1     | 0                | 0                | 0                     | 0                     | 14    | 1     |
| Peralada · España              | 4.ª           | 2019-20       | 1     | 0     | —                | —                | —                     | —                     | 1     | 0     |
| Peralada · España              | Total club    | Total club    | 1     | 0     | 0                | 0                | 0                     | 0                     | 1     | 0     |
| Juventud Las Piedras · Uruguay | 2.ª           | 2021          | 0     | 0     | —                | —                | 0                     | 0                     | 0     | 0     |
| Juventud Las Piedras · Uruguay | 2.ª           | 2022          | 16    | 2     | —                | —                | 0                     | 0                     | 16    | 2     |
| Juventud Las Piedras · Uruguay | Total club    | Total club    | 16    | 2     | 0                | 0                | 0                     | 0                     | 16    | 2     |
| Deportivo Pereira · Colombia   | 1.ª           | 2023          | 0     | 0     | 0                | 0                | 0                     | 0                     | 0     | 0     |
| Deportivo Pereira · Colombia   | Total club    | Total club    | 0     | 0     | 0                | 0                | 0                     | 0                     | 0     | 0     |
| Total carrera                  | Total carrera | Total carrera | 33    | 3     | 0                | 0                | 0                     | 0                     | 33    | 3     |